# Dorothy Lamour
Dorothy Lamour, pseudônimo de Mary Leta Dorothy Slaton (Nova Orleans, 10 de dezembro de 1914 — Los Angeles 22 de setembro de 1996), foi uma actriz de cinema norte-americana.

## Biografia
Nascida na Louisiana, Lamour possuía o sonho de ser cantora. Foi Miss Nova Orleans no ano de 1931. Chegou a trabalhar como ascensorista até que veio a se tornar vocalista na banda de Herbie Kay, seu primeiro marido (1935). Logo se separa, dando vazão ao sonho de conquistar Hollywood: aos 22 anos consegue seu primeiro papel num filme - uma "ponta" em The Stars Can't Be Wrong, de 1936.
Ainda neste mesmo ano participa de outra película - justamente o papel que veio a construir sua imagem - como uma "garota das selvas", num filme ao estilo de Tarzan, célebre personagem de Edgar Rice Burroughs, como a selvagem Ulah, vestida em trajes mínimos e sensuais. Este papel alavancou lhe a carreira, tornando-a por muitos anos uma das actrizes mais cobiçadas, sex-symbol do cinema norte-americano.

### Cinema

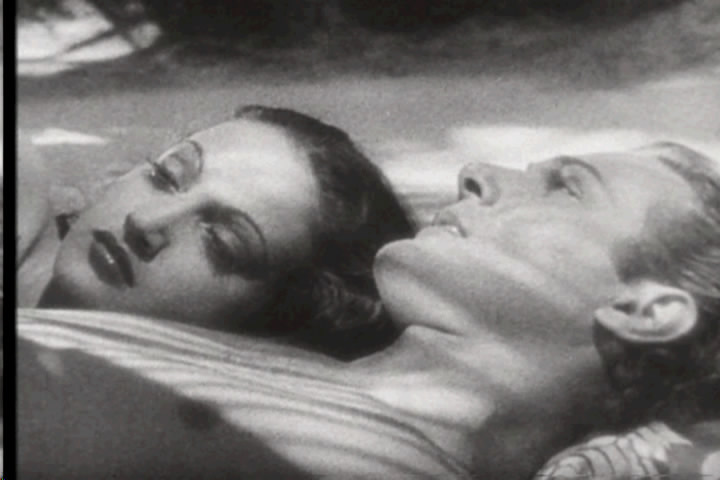
Dorothy Lamour, em cena de "The Hurricane"

A partir de 36 seu nome passa a figurar dentre as divas das telas. A figura sensual, minimamente vestida para os padrões da época, despertaram a fantasia dos adolescentes de todo o mundo.
Mas não apenas nas selvas atuou Lamour: realizou sete comédias globe-trotters com a dupla Bing Crosby e Bob Hope, entre os anos de 1940 e 1962.
Sua extensa filmografia apresenta mais de sessenta filmes no cinema e, na fase final da carreira, com a idade, inúmeras aparições na televisão. Atuou até 1987, ano de seu último trabalho no cinema.
Morreu aos 81 anos, de ataque cardíaco.

## Filmografia
Com destaque para "Road to Rio", de 1947, onde Lamour faz o papel de uma brasileira - Lucia Maria de Andrade - seus principais filmes foram:
| Título                                   | Ano  | Personagem                     |
| ---------------------------------------- | ---- | ------------------------------ |
| Creepshow 2                              | 1987 | Martha Spruce                  |
| Death at Love House                      | 1976 | Denise Christian               |
| Won Ton Ton, the Dog Who Saved Hollywood | 1976 | estrela de cinema entrevistada |
| Pajama Party                             | 1964 | vendedora-chefe                |
| Donovan’s Reef                           | 1963 | Senhorita Lafleur              |
| Road to Bali                             | 1952 | Princesa Lala                  |
| The Greatest Show on Earth               | 1952 | Phyllis                        |
| Manhandled                               | 1949 | Merl Kramer                    |
| Slightly French                          | 1949 | Mary O'Leary                   |
| The Lucky Stiff                          | 1949 | Anna Marie St Claire           |
| The Girl from Manhattan                  | 1948 | Carol Maynard                  |
| Lulu Belle                               | 1948 | papel-título                   |
| On Our Merry Way                         | 1948 | Gloria Manners                 |
| Road to Rio                              | 1947 | Lucia Maria de Andrade         |
| Wild Harvest                             | 1947 | Fay Rankin                     |
| My Favorite Brunette                     | 1947 | Baronesa Carlotta Montay       |
| Road to Utopia                           | 1946 | Sal Van Hoyden                 |
| Masquerade in Mexico                     | 1945 | Angel O'Reilly                 |
| A Medal for Benny                        | 1945 | Lolita Sierra                  |
| Duffy's Tavern                           | 1945 | Ela mesma                      |
| Rainbow Island                           | 1944 | Lona                           |
| And the Angels Sing                      | 1944 | Nancy Angel                    |
| Riding High                              | 1943 | Ann Castle                     |
| Dixie                                    | 1943 | Millie Cook                    |
| They Got Me Covered                      | 1943 | Christina Hill                 |
| Road to Morocco                          | 1942 | Princesa Shalmar               |
| Beyond the Blue Horizon                  | 1942 | Tama                           |
| The Fleet's In                           | 1942 | A Condessa                     |
| Aloma of the South Seas                  | 1941 | Aloma                          |
| Caught in the Draft                      | 1941 | Antoinette 'Tony' Fairbanks    |
| Road to Zanzibar                         | 1941 | Donna Latour                   |
| Chad Hanna                               | 1940 | Albany Yates - Lady Lillian    |
| Moon Over Burma                          | 1940 | Arla Dean                      |
| Typhoon                                  | 1940 | Dea                            |
| Johnny Apollo                            | 1940 | Mabel 'Lucky' DuBarry          |
| Road to Singapore                        | 1940 | Mima                           |
| Disputed Passage                         | 1939 | Audrey, Hilton                 |
| Man About Town                           | 1939 | Diana Wilson                   |
| St. Louis Blues                          | 1939 | Norma Malone                   |
| Spawn of the North                       | 1938 | Nicky Duval                    |
| Tropic Holiday                           | 1938 | Manuela                        |
| Her Jungle Love                          | 1938 | Tura                           |
| The Big Broadcast of 1938                | 1938 | Dorothy Wyndham                |
| Thrill of a Lifetime                     | 1937 | Specialty                      |
| The Hurricane                            | 1937 | Marama                         |
| High, Wide and Handsome                  | 1937 | Molly Fuller                   |
| The Last Train from Madrid               | 1937 | Carmelita Castillo             |
| Swing High, Swing Low                    | 1937 | Anita Alvarez                  |
| The Jungle Princess                      | 1936 | Ulah                           |
| College Holiday                          | 1936 | sem crédito                    |
| The Stars Can't Be Wrong                 | 1936 | —                              |
| Footlight Parade                         | 1933 | corista (sem crédito)          |

## O "mito" na literatura e poesia

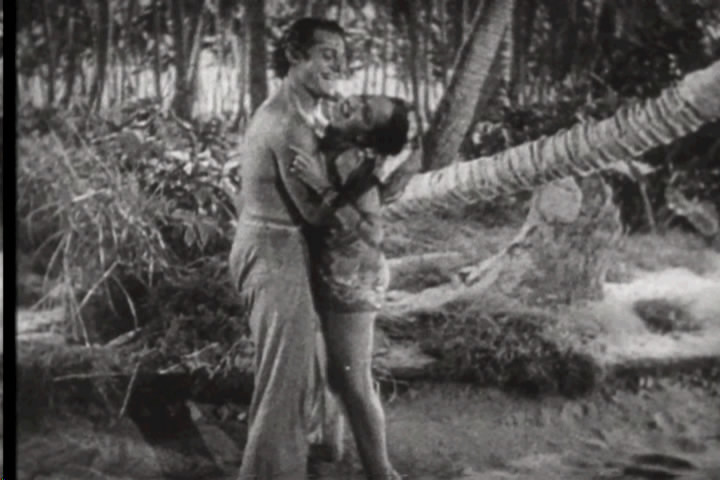
As pernas à mostra de Dorothy Lamour, em 1937 - uma ousadia que ganhou o mundo

A escritora brasileira Rachel de Queiroz, no conto "Tangerine Girl", traz o ideal de beleza latina, no imaginário americano da primeira metade do século XX, personificado por Dorothy Lamour. No excerto abaixo, a percuciente análise do efeito quase genérico, então provocado pelo cinema, entre os jovens marinheiros que, durante a II Guerra Mundial, aportavam na costa do Nordeste do país:
"No posto de dirigíveis criava-se aquela tradição da menina do laranjal. Os marinheiros puseram-lhe o apelido de "Tangerine-Girl". Talvez por causa do filme de Dorothy Lamour, pois Dorothy Lamour é, para todas as forças armadas norte-americanas, o modelo do que devem ser as moças morenas da América do Sul e das ilhas do Pacífico. Talvez porque ela os esperava sempre entre as laranjeiras. E talvez porque o cabelo ruivo da pequena, quando brilhava á luz da manhã, tinha um brilho acobreadao de tangerina madura. Um a um, sucessivamente, como um bem de todos, partilhavam eles o namoro com a garota Tangerine. O piloto da aeronave dava voltas, obediente, voando o mais baixo que lhe permitiam os regulamentos, enquanto 0 outro, da janelinha, olhava e dava adeus."
(in: "O Melhor da Crônica Brasileira", José Olympio Editora – Rio de Janeiro, 1997, pág. 47 - coletânea).
Também a música traz referência à sua figura sensual. O choro "Dorothy Lamour", de Fausto Nilo e Petrúcio Maia deixa claro que não apenas nos jovens americanos a bela actriz despertava emoções, mas por todo o mundo:
"A tua cor, o teu nome 
Mentira azul 
Tudo passou, teu veneno, 
Teu sorriso blue 
Hoje eu sou 
Água-viva dos mares do sul 
Não quero mais chorar 
Te rever, Dorothy Lamour"